# Stanley F. Dermott
Stanley F. Dermott es un astrónomo inglés. Dermott es un Ph.D. de la Universidad de Londres en 1975.
Desde 1977 hasta 1979 Dermott como investigador asociado, y posteriormente desde 1979 hasta 1989 investigador senior en la Universidad de Cornell. Desde 1989 hasta hoy, ha trabajado en la Universidad de Florida. De 1997 a 2000 fue profesor de Research Foundation en la University of Florida y de 1993 a 2009 ha sido el jefe del departamento de astronomía.
En 1984 fue coautor de un libro sobre la dinámica caótica de las lunas de Urano. Las observaciones de la Voyager 2 en 1986, demostraron la tensión superficial de la Luna Miranda.

## Honores

### Eponimia
El asteroide 3647 Dermott lleva su nombre.